# Jermak Sälimow

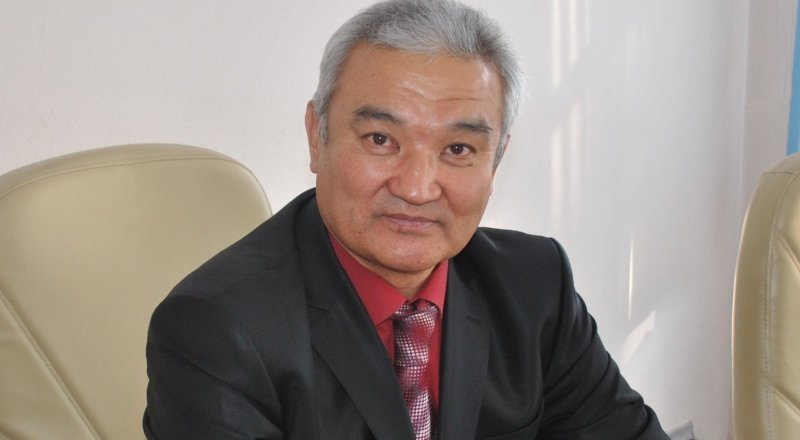
Jermak Sälimow (2015)

Jermak Bidachmetuly Sälimow (kasachisch Ермак Бидахметұлы Сәлімов, russisch Ермак Бидахметович Салимов; * 26. November 1957 in Tscherdojak, Kasachische SSR) ist ein kasachischer Politiker.

## Leben
Jermak Sälimow wurde 1957 im Dorf Tscherdojak in der Oblast Ostkasachstan geboren. Er erlangte 1981 einen Hochschulabschluss am Kasachischen Polytechnischen Institut als Bergbauingenieur. 2001 kam ein weiterer Abschluss an der Kasachischen Staatsrechtsakademie hinzu.
Er begann seine berufliche Laufbahn als Bergbaumeister in einem Bergwerk des Polymetallischen Kombinats Irtysch im ostkasachischen Kreis Glubokoje. Auch in der Kommunistischen Partei engagierte er sich und war so von 1987 bis 1989 Sekretär des Parteibüros des Kombinats. Er arbeitete bis 1994 für diesen Betrieb. Von 1994 bis 1996 war er der erste stellvertretende Leiter der Verwaltung des Kreises Glubokoje und im Anschluss daran war er noch einmal beim Polymetallischen Kombinat Irtysch beschäftigt. Zwischen 1997 und 1999 bekleidete er den Posten des stellvertretenden Äkim des Kreises Glubokoje. Von 1999 bis 2000 war er Insolvenzverwalter von Irtyschski medeplawilny sawod und Irtyschski gorno-obogatitelny kombinat. Von 2008 an arbeitete er für die Regionalverwaltung von Ostkasachstan, wo er Leiter der Abteilung für Unternehmen und Industrie war. Am 21. Juli 2009 wurde Sälimow zum Äkim (Bürgermeister) der Stadt Ridder ernannt. Nach nur wenigen Monaten an der Spitze der Stadtverwaltung wurde er bereits im November desselben Jahres zum stellvertretenden Äkim (Gouverneur) des Gebietes Ostkasachstan ernannt. Auch diese Position hatte er nicht lange inne, denn im Juli 2010 wurde er auf einen anderen Posten versetzt und war fortan Äkim des Kreises Syrjan. Seit dem 16. Juni 2015 ist er Äkim der Stadt Semei.